# Kappa de Fleiss
La kappa de Fleiss (anomenada en honor de Joseph Fleiss) és una mesura estadística que avalua la fiabilitat de concordança entre un nombre fix de qualificadors quan s'assignen classificacions categòriques a un cert nombre d'elements; això contrasta amb altres kappes, com la kappa de Cohen, que només funcionen quan s'avalua la concordança entre dos qualificadors. La kappa de Fleiss sempre té un valor entre zero i u. No hi ha una mesura del nivell de significació que s'hagi acceptat de manera general, tot i que sí que s'han postulat algunes directrius.
La kappa de Fleiss tan sols es pot utilitzar amb qualificacions binàries o d'escala nominal. No n'existeix una versió que sigui per qualificacions ordenades categòricament.